# Cantó de Cany-Barville
El cantó de Cany-Barville és un cantó francès del departament del Sena Marítim, situat al districte de Dieppe. Té 18 municipis i el cap és Cany-Barville.

## Municipis
- Auberville-la-Manuel
- Bertheauville
- Bertreville
- Bosville
- Butot-Vénesville
- Canouville
- Cany-Barville
- Clasville
- Crasville-la-Mallet
- Grainville-la-Teinturière
- Malleville-les-Grès
- Ocqueville
- Ouainville
- Paluel
- Saint-Martin-aux-Buneaux
- Sasseville
- Veulettes-sur-Mer
- Vittefleur

## Història
| Data d'elecció                           | Identitat              | Partit                  | Qualitat |
| ---------------------------------------- | ---------------------- | ----------------------- | -------- |
| 1945-1955                                | M. Leballeur           | SFIO                    |          |
| 1955-1958                                | Jean Lepicard          | Divers droite           |          |
| 1958-1983                                | Henri Le Coup de Sancy | RI, després UDF-radical |          |
| 1983-1991                                | Robert Gabel           | UDF-radical             |          |
| 1991-2011                                | Didier Jouanne         | UDF, després UMP        |          |
| 2011-                                    | Bruno Thune            | PS                      |          |
| les dades anteriors no són pas conegudes |                        |                         |          |
|                                          |                        |                         |          |

## Demografia
| A partir de 1990: Població sense dobles comptes |